# Ablabys macracanthus
Espèce
Synonymes
- Apistus macracanthus Bleeker, 1852
- Amblyapistus macracanthus Bleeker, 1852

Ablabys macracanthus est une espèce de poisson du genre Ablabys, appartenant à la famille des Scorpaenidés.

## Description
Cette espèce peut mesurer jusqu'à 20 cm.

## Habitat
Ablabys macracanthus vit dans les estuaires et les zones côtières, généralement en pente, et constituées de boue ou de sable.

## Répartition
Cette espèce est présente dans l'océan Indien et l'océan Pacifique.